# خليل لاغا
خليل لاغا لاعب شطرنج تونسي. من أواخر خمسينيات القرن العشرين إلى أوائل سبعينياته، كان لاغا أحد أبرز لاعبي الشطرنج التونسيين. في عام 1964، لعب مع تونس في مباراة جماعية ضد بلجيكا، وفاز بمباراتين من أصل اثنتين.

## مسيرته المهنية
لعب خليل لاغا لتونس في أولمبياد الشطرنج:
- في عام 1958، في أول مشاركة له في أولمبياد الشطرنج الثالث عشر في ميونيخ (+1، =4، -12).
- في عام 1960، في المجلس الثاني في أولمبياد الشطرنج الرابع عشر في لايبزيغ (+3، =9، -7).
- في عام 1962، في المجلس الثاني في أولمبياد الشطرنج الخامس عشر في فارنا (+3، =5، -5).
- في عام 1968، في اللوحة الرابعة في أولمبياد الشطرنج الثامن عشر في لوغانو (+4، =4، -4).
- في عام 1970، في مجلس الاحتياطي الثاني في أولمبياد الشطرنج التاسع عشر في سيجن (+2، =3، -5).
- في عام 1972، في مجلس الاحتياطي الثاني في أولمبياد الشطرنج العشرين في سكوبيه (+5، =3، -2).

كما لعب لصالح تونس في تصفيات بطولة أوروبا للشطرنج للفرق:
- في عام 1973، حصل على المركز السادس في التصفيات التمهيدية لبطولة الشطرنج الأوروبية الخامسة للفرق (+0، =1، -1).[4]

## روابط خارجية
- Khelil Lagha على موقع الاتحاد الدولي للشطرنج (الإنجليزية)
- Khelil Lagha على موقع مباريات الشطرنج (الإنجليزية)
- Khelil Lagha على موقع 365Chess.com (الإنجليزية)